# Wilhelm Claus

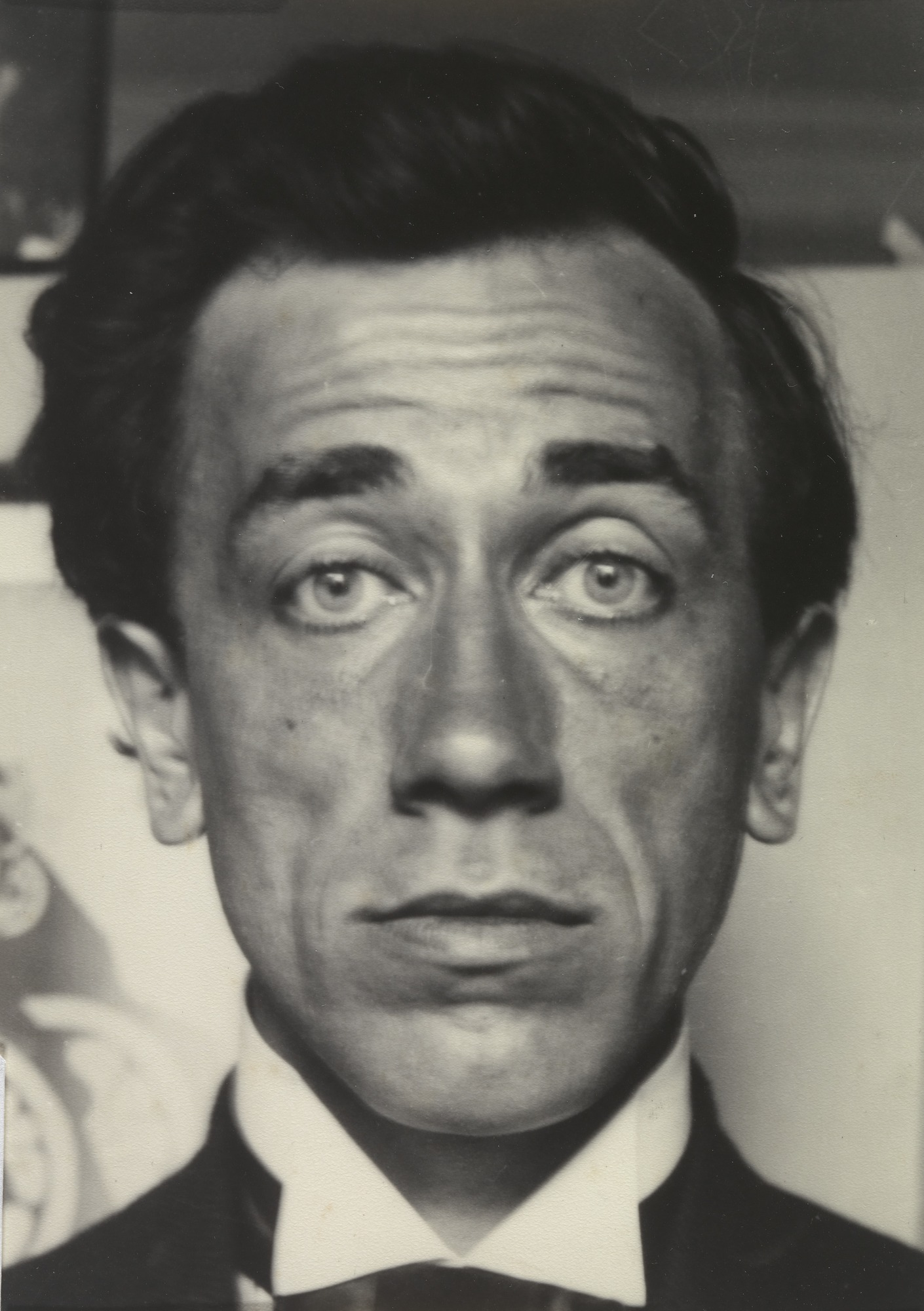
Wilhelm Claus (1908). Foto von Hugo Erfurth

Wilhelm Claus (* 22. September 1882 in Breslau; † 23. Juni 1914 in Paris) war ein deutscher impressionistischer Maler und Grafiker.

## Leben

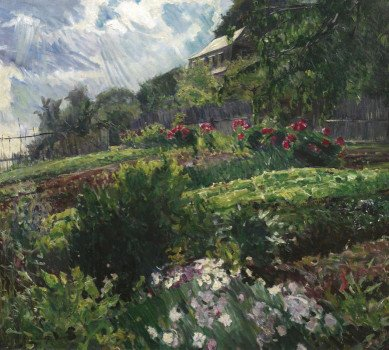
Garten an den Elbwiesen bei Dresden, Wilhelm Claus, 1909

Claus studierte an der Kunstakademie Königsberg sowie an der Münchner Kunstakademie bei Ludwig von Löfftz und der Dresdner Kunstakademie bei Eugen Bracht. Ab 1905 hielt sich Wilhelm Claus in Dresden und der Lößnitz auf und wohnte ab 1910 im Turmhaus des Grundhofs in Niederlößnitz. Er war befreundet mit dem bis 1972 im Turmhaus lebenden Maler Karl Kröner (1887–1972) ebenso wie mit dem Maler Paul Wilhelm (1886–1965). Wilhelm Claus war Mitglied des Deutschen Künstlerbundes.
Claus ist im Katalog der ersten Ausstellung der Freien Secession Berlin von 1914 enthalten. Im gleichen Jahr erhielt er ein Stipendium nach Paris, wo er kurz vor seinem 32. Geburtstag an Typhus starb.
Viele seiner späten Werke mit Motiven aus der Lößnitz sind heute verschollen. Eine Sammlung seiner Werke befindet sich heute im Stadtmuseum Bautzen, weitere Werke hängen in den Staatlichen Kunstsammlungen Dresden/Galerie Neue Meister. 1948 wurden in Radebeul in der Ausstellung Dresdner Impressionisten Bilder Claus’ gezeigt.
Ein photographisches Porträt von Claus, 1908 durch Hugo Erfurth erstellt, befindet sich seit 1979 im Museum Folkwang.